# Forte di Villey-le-Sec
Il forte di Villey-le-Sec, conosciuto anche come fort Trévise, è un forte francese situato a Villey-le-Sec, presso Toul nella Meurthe e Mosella. 
Fu costruito dal 1875 al 1879, rimodernato nel 1888 e poi tra il 1913 e il 1914.

## Descrizione del forte
Il forte si caratterizza per essere stato costruito intorno alle case del villaggio di Villey-le-Sec.

## Storia operativa
Il fort di Villey-le-Sec non vide alcuna azione militare durante la prima guerra mondiale, poiché la linea del fronte si stabilizzò a qualche decina di chilometri di distanza, seguendo un asse Saint-Mihiel, Pont-à-Mousson, Nomeny, Moncel-sur-Seille, Arracourt.
Durante la seconda guerra mondiale i tedeschi lo depredarono dell'acciaio e degli altri elementi metallici.

## Situazione attuale
Dal 1961 esiste una associazione creata allo scopo di eseguire lavori di restauro sul forte e di renderlo visitabile. 
Varie porzioni sono state aperte al pubblico a partire dal 1967 e nel 1973 il forte è stato elencato nell'inventario delle strutture storiche francesi. 
La torretta modello Mougin e la batteria nord sono state ripristinate allo stato funzionale. 
Attualmente il sito è aperto da maggio a settembre.

## Galeria d'immagini

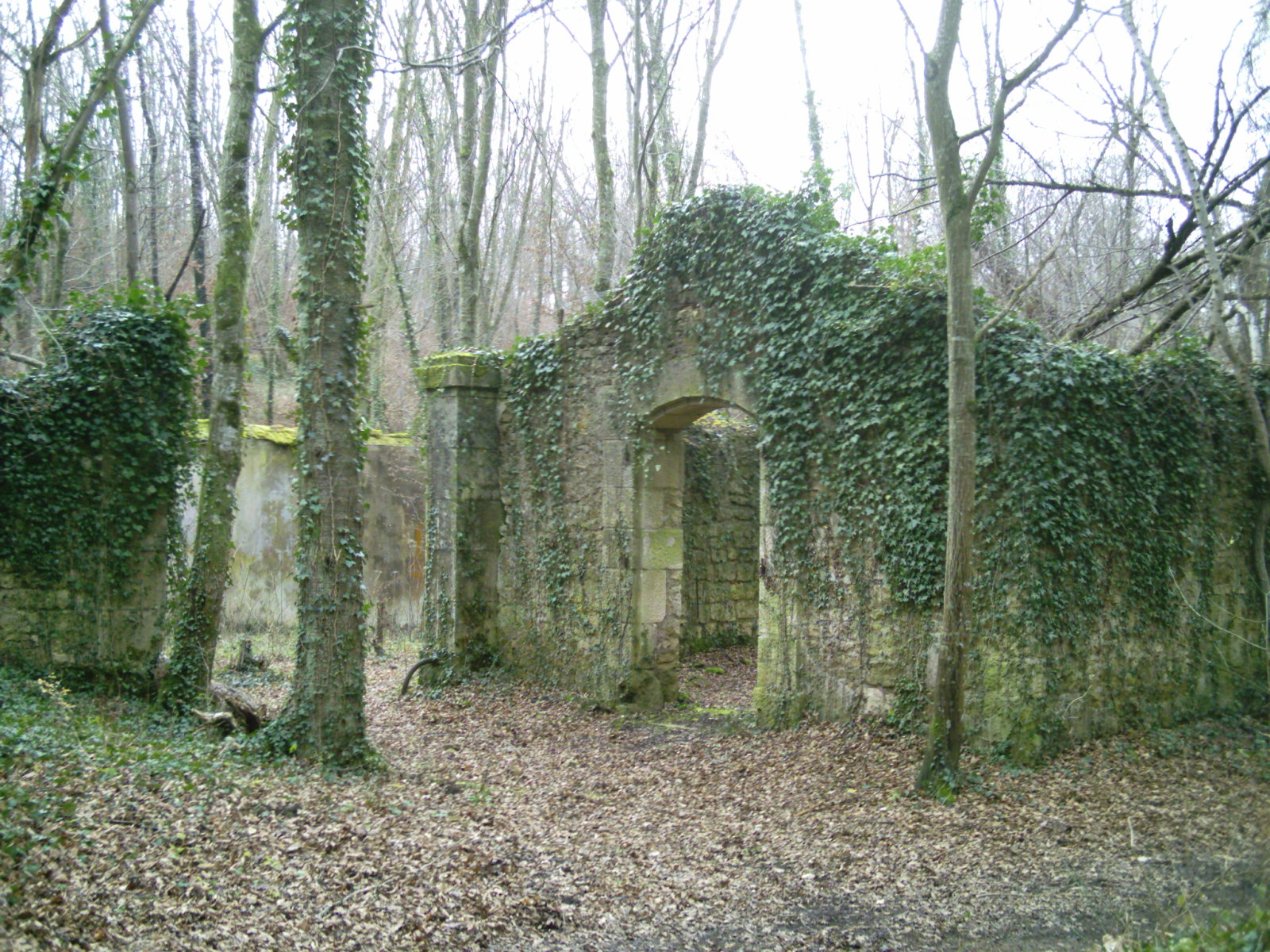
Polveriera.
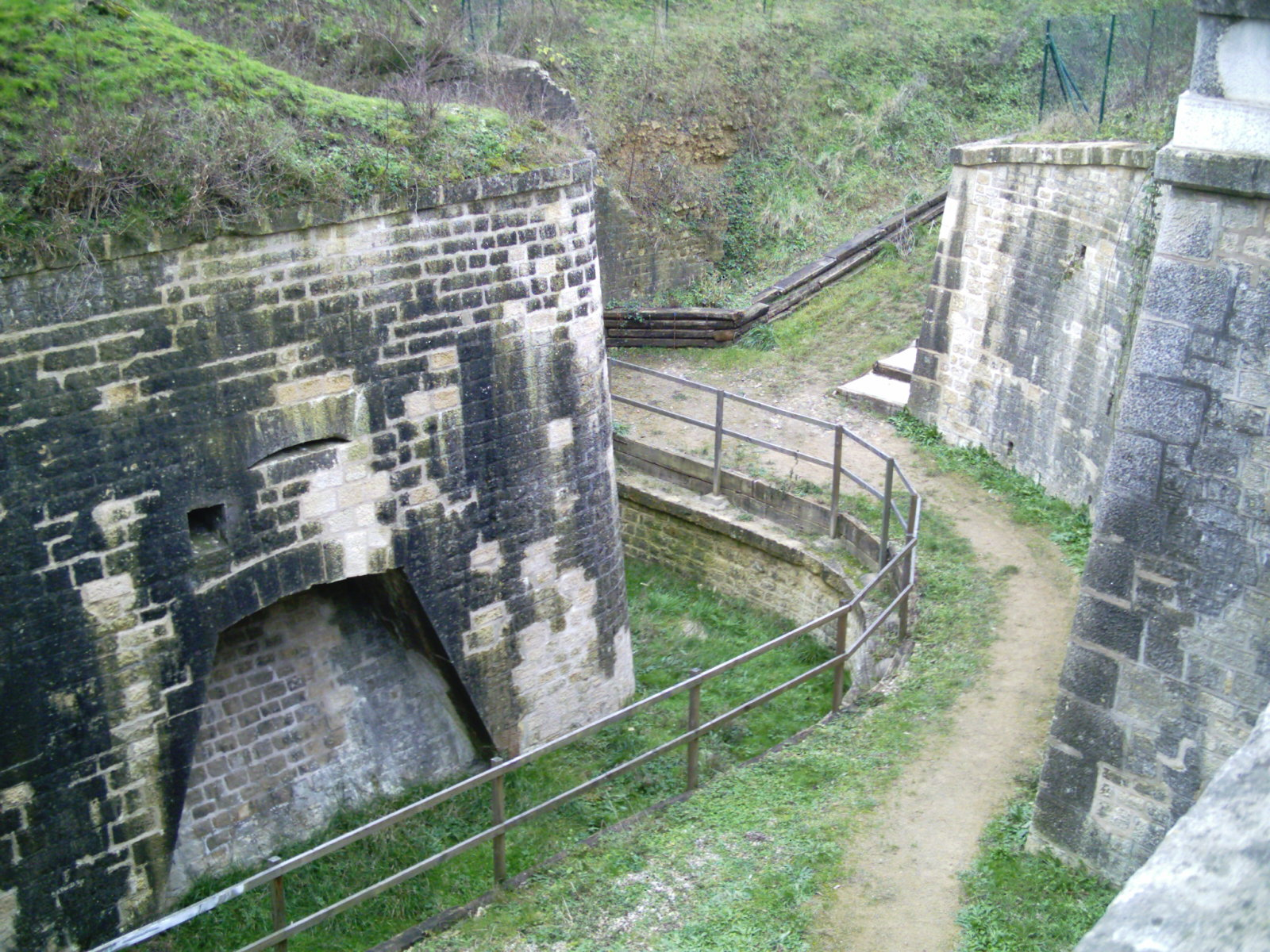
Batteria sud.
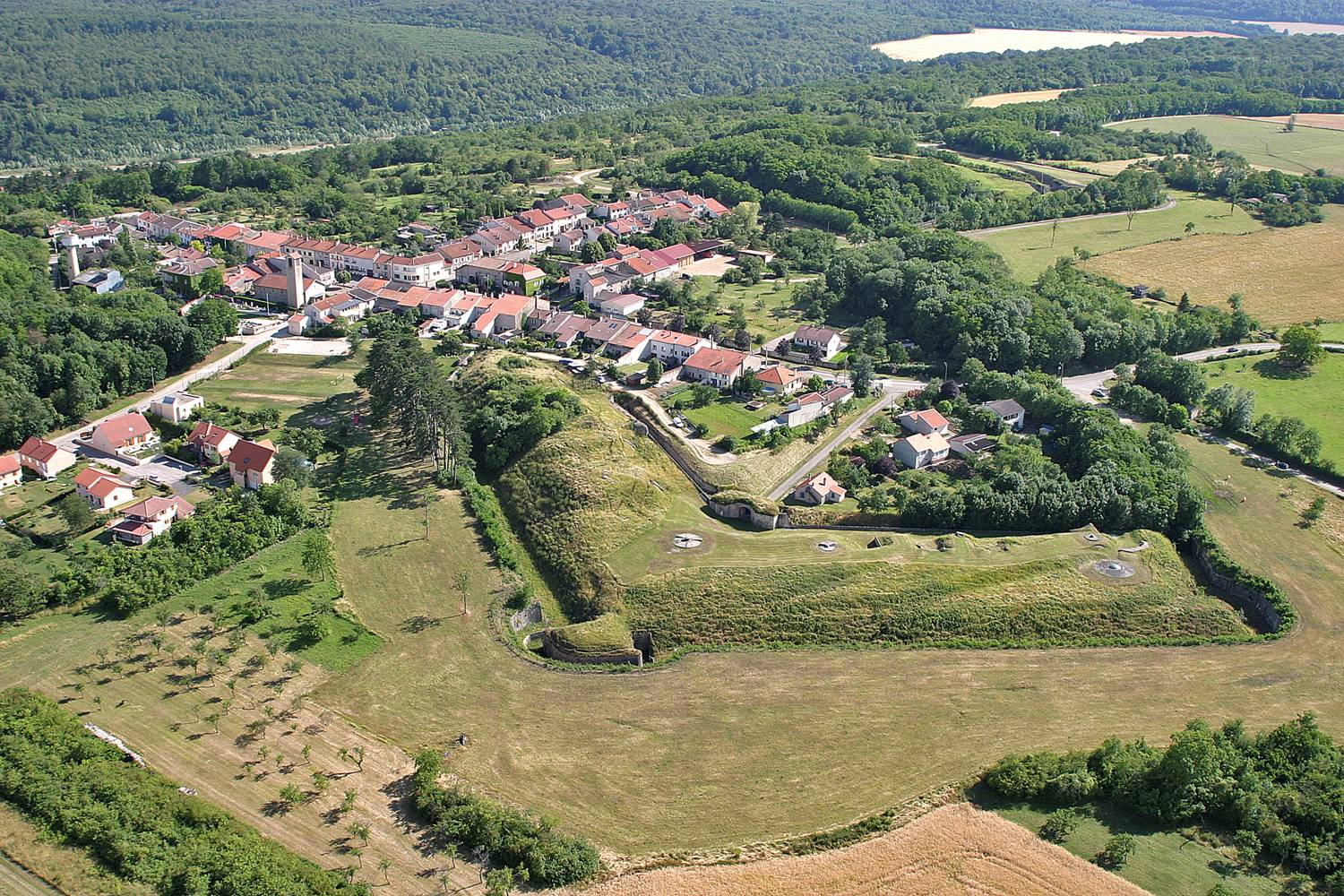
Vista del villaggio e della batteria nord.